# لوت ام. موریل
لوت ام. موریل (به انگلیسی: Lot Myrick Morrill) سناتور سابق عضو حزب جمهوری‌خواه ایالات متحده آمریکا بود. وی در سال ۱۸۶۱ تا ۱۸۶۹ و ۱۸۶۹ تا ۱۸۷۶ میلادی سناتور ایالت مین در سنای ایالات متحده آمریکا بود.